# Стратовулкан

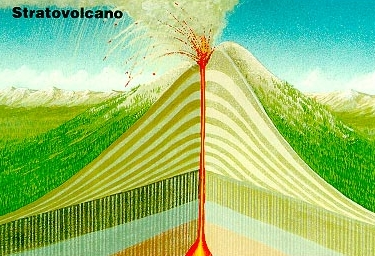
Структурна діаграма стратовулкану

Стратовулкан (від лат. stratum — «шар») або композитний вулкан — тип вулкану, що має конічну форму і складається з багатьох шарів затверділої лави, тефри, пемзи і вулканічного попелу.

## Загальна характеристика
Стратовулкан — вулкан, конус якого складений зцементованими потоками твердої лави, що чергуються з її уламками (брили, бомби, лапілі тощо). Стратовулкан — інтеґративне поняття, яке об'єднує всі полігенні вулкани, побудовані з лавових потоків та накопиченого пухкого матеріалу. У таких вулканах виверження, як правило, починається вибухом, що викидає пухкий матеріал (попіл, лапілі тощо). Потім цей пухкий матеріал покривається потоками в'язкої лави. 
Стратовулкани — найбільш розповсюджені вулкани центрального типу. Їх висота — від сотень метрів до декількох кілометрів. Кратер має форму лійки, яка розширена обваленням стінок, діаметр його — до 1 км і більше. Приклади стратовулканів — Етна (Італія, о. Сицилія), Кіліманджаро (Танзанія), Фудзіяма (Японія). Такі вулкани характеризуються значною висотою, крутими схилами та періодичними експлозіями (вибуховими виверженням). Лава стратовулканів зазвичай в'язка, завдяки чому вона застигає перш, ніж встигає далеко поширитися. Магма, що формує цю лаву, зазвичай містить високу кількість діоксиду кремнію та утворює такі породи як ріоліт, дацит і андезит. Назва «композитний вулкан», що також інколи використовується, походить через композитну багатошарову структуру з відкладень багатьох вивержень. Це один з найпоширеніших типів вулканів і часто протиставляється менш поширеним щитовим вулканам. Найвідомішими стратовулканами є Кракатау (Індонезія), відомий за його катастрофічне виверження в 1883 і Везувій (Італія), відомий своїм руйнуванням міст Помпеї і Геркуланум у 79 до Р. Х..

## Утворення

Розріз діаграми зони субдукції і пов'язаним стратовулканом

Стратовулкани поширені в зонах субдукції, утворюючи пасмо вздовж тектонічних меж плит, де океанічна кора занурюється під континентальну кору (вулканізм континентальної дуги, наприклад Каскадні гори, центральні Анди) або під іншу океанічну плиту (вулканізм острівної дуги, наприклад, Японія, Алеутські острови). Магма, що утворює стратовулкани, піднімається, коли вода зв'язана у гідратованих мінералах і в пористих базальтах горішньої океанічної кори, надходить в мантійні породи астеносфери, що розташовані вище занурення океанічної плити. Випуск води з гідратованих мінералів називається «зневоднення», і відбувається при питомих тисках і температурах для кожного мінералу, коли плита опускається на великі глибини. Вода звільняється з породи знижуючи температуру плавлення верхньої мантії, яка потім піддається частковому плавленню і піднімається через свою меншу щільність по відношенню до навколишньої мантії. Магма потім піднімається через кору, що включає багаті кремнеземом породи. Коли магма наближається до верхньої поверхні, утворюючи магматичне вогнище під або всередині вулкана. Там, відносно низький тиск дозволяє воді та іншим летким речовинам (головним чином CO2, SO2, Cl2, та H2O), розчиненим у магмі, вийти до атмосфери, як це відбувається, коли пляшка газованої води відкривається, випускаючи вуглекислий газ. Магма та гази накопичуються до критичного обсягу і долають корок (масу блокування) вулканічного конуса, що призводить до раптового вибухового виверження.

## Небезпека
В історії, вибухові виверження в зоні субдукції (конвергентна границя) вулканів становили найбільшу небезпеку для цивілізації. Зони субдукції стратовулканів, як гори Сент-Хеленс і Пінатубо, як правило, спалахують із вибуховою силою: магма занадто жорстка, що не дозволяє легко позбутися вулканічних газів. Незважаючи на величезний внутрішній тиск, захоплені вулканічні гази залишаються в пастоподібній магмі. Після прориву магматичного вогнища, магма дегазує вибухом. Такий вибуховий процес можна порівняти з енергійним струшуванням пляшки газованої води, а потім швидкого видалення корка.
15 червня, Пінатубо викинув попіл на 40 км в повітря, утворивши величезні пірокластичні потоки і лахари, які спустошили велику площу навколо вулкана. Пінатубо, розташовано за 90 км від Маніли, був неактивним протягом 600 років до виверження 1991 року, яке вважається одним з найбільших вивержень в 20 столітті. Також у 1991 році, японський вулкан Ундзен, розташований на острові Кюсю близько 40 км на схід від Нагасакі, прокинувся від 200-річної сплячки утворивши новий лавовий купол. Починаючи з червня, розпочалося повторне виверження утворюючи потоки попелу, які прямували схилами гори на швидкості до 200 км/год. Унзен — один з більш ніж 75 діючих вулканів в Японії; при виверженні 1792, загинуло більше 15.000 чоловік — найгірша вулканічна катастрофа в історії країни.

## Кліматичний ефект
Якщо виверження вулкана Унзен на клімат мало локальний характер, то вже виверження вулкана Пінатубо червня 1991, мало глобальний характер. Трохи нижчу, ніж зазвичай, температуру були зареєстровано по всьому світу і блискучі заходи й сходи були пов'язані з частками попелу цього виверження підняті високо в стратосферу. Аерозоль, що утворився з діоксиду сірки (SO2) та інших газів розповсюдився по всьому світу. SO2 було викинуто близько 22 млн тонн, у поєднанні з водою (як вулканічною, так і стратосферного походження), утворились краплі сірчаної кислоти, блокуючи промені сонячного світла від досягнення тропосфери і землі. Падіння середньої температури в деяких регіонах, як вважають, було максимально 0,5 °C. Виверження Пінатубо впливало на погоду протягом декількох років; матеріал викинутий у стратосферу поступово падає в тропосферу, де він змивається дощем.
Аналогічне, але надзвичайно потужніше явище відбулося у квітні 1815, катастрофічне виверження вулкана Тамбора на острові Сумбава в Індонезії. Виверження Тамбора визнано найпотужнішим виверженням в історії людства. Його вулканічні хмари знизили глобальну температуру на цілих 3,5 °C. Протягом року після виверження, більша частина північної півкулі зазнала наднизьких температур в літні місяці. У деяких частинах Європи і в Північній Америці, 1816 був відомий як «рік без літа», що викликало короткий, але відчутний голод.

## Галерея

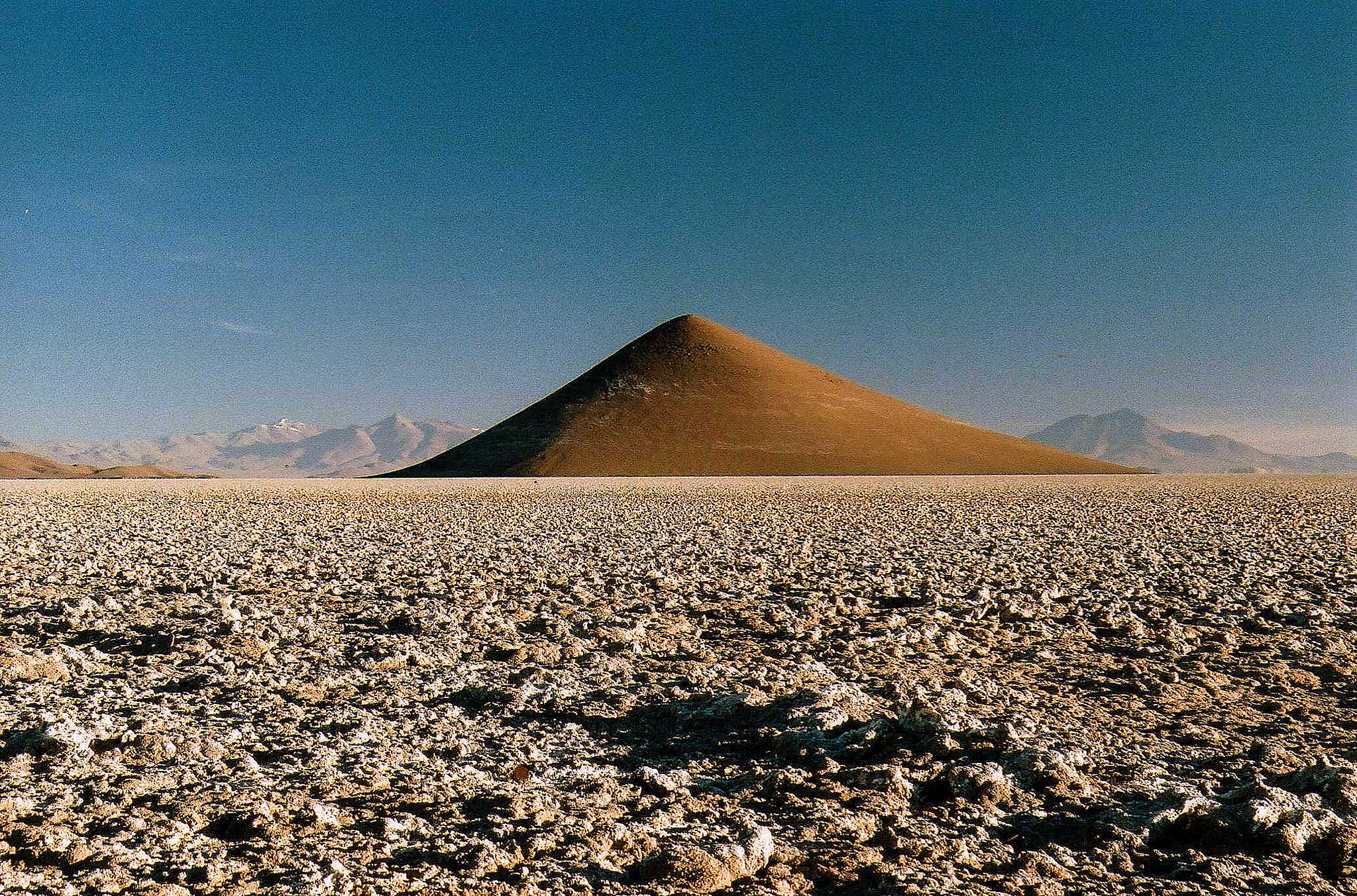
Стратовулкан
Гора Фудзі, активний стратовулкан в Японії, що востаннє вивергався в 1707-08
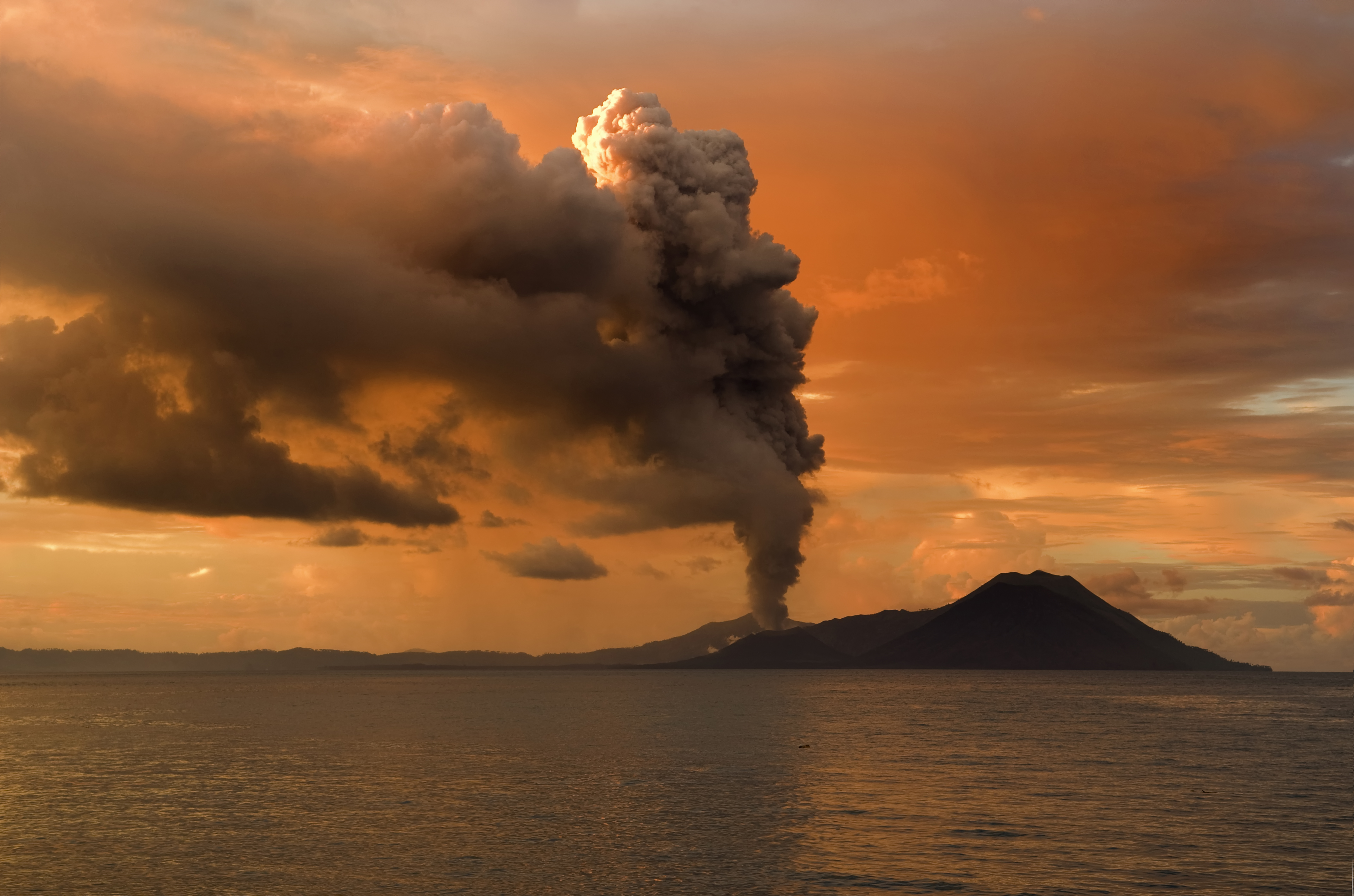
Тавурвур, активний стратовулкан поблизу міста Рабаул у Папуа Нової Гвінеї